# 拉蒂格拉國家公園
14°12′24″N 87°05′59″W / 14.20667°N 87.09972°W

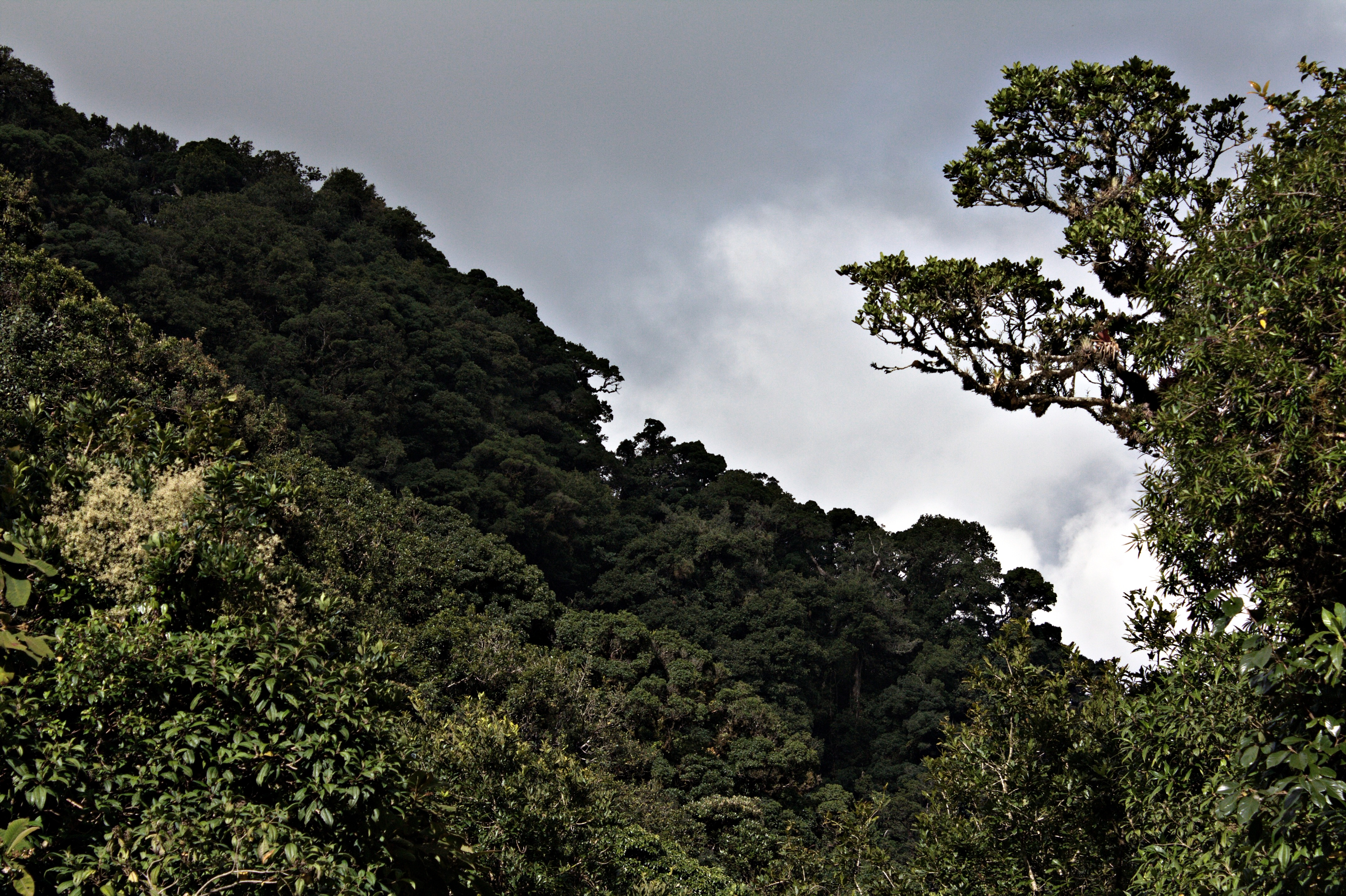

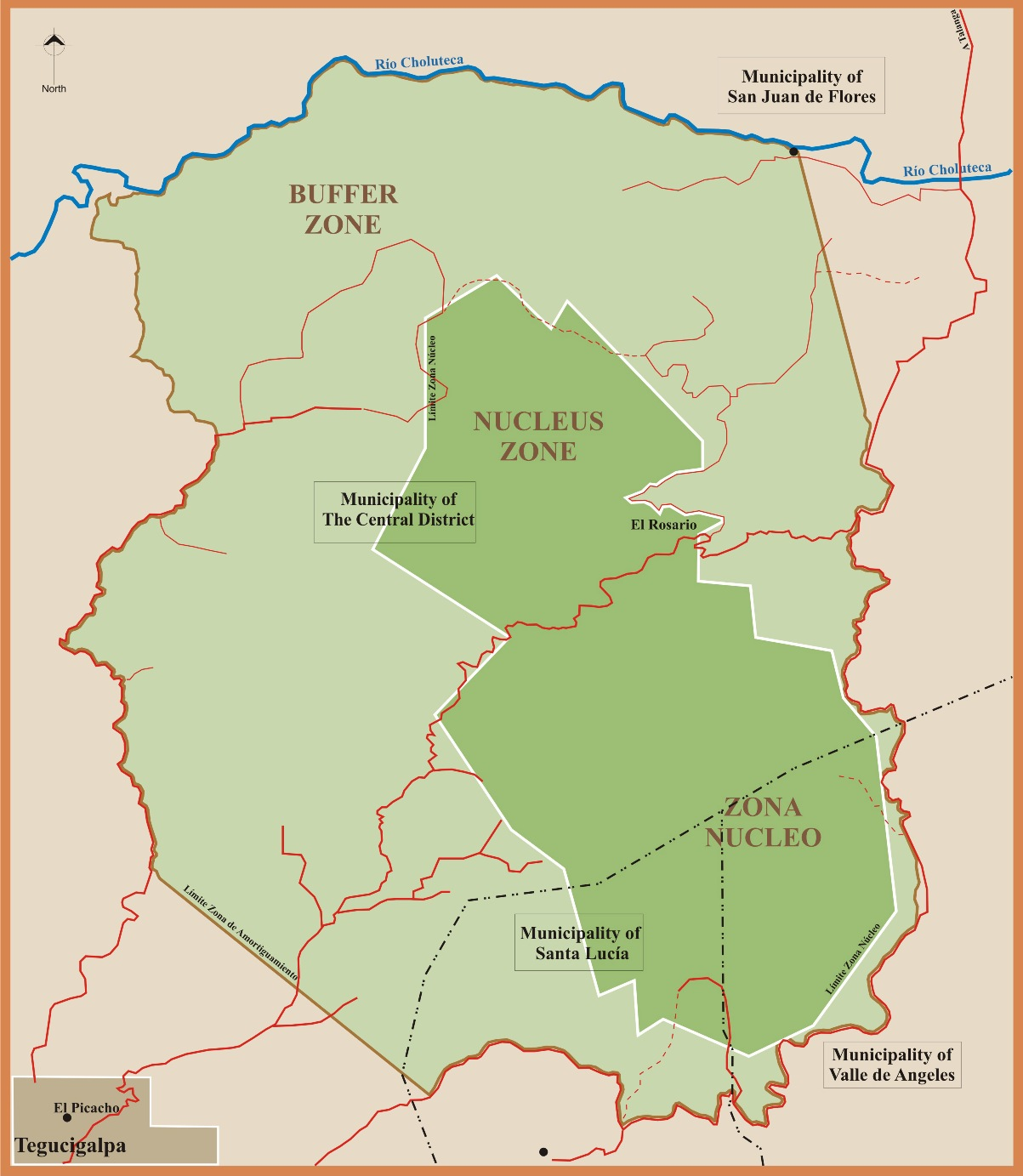

拉蒂格拉國家公園是洪都拉斯的國家公園，位於該國中部弗朗西斯科-莫拉桑省，鄰近特古西加爾巴，成立於1980年1月1日，面積238平方公里。